# Scott Meyers
Scott Meyers, est un auteur et un consultant américain, expert reconnu du langage C++ et auteur de plusieurs ouvrages sur ce sujet.
Il est titulaire d'un master en informatique de l'université Stanford et d'un doctorat en informatique de l'université Brown.

## Distinction reçues
- En 2009, Scott Meyers reçoit le prix d'excellence en programmation décerné par le Dr. Dobb's Journal (en)[2]